# Geta (calçat)

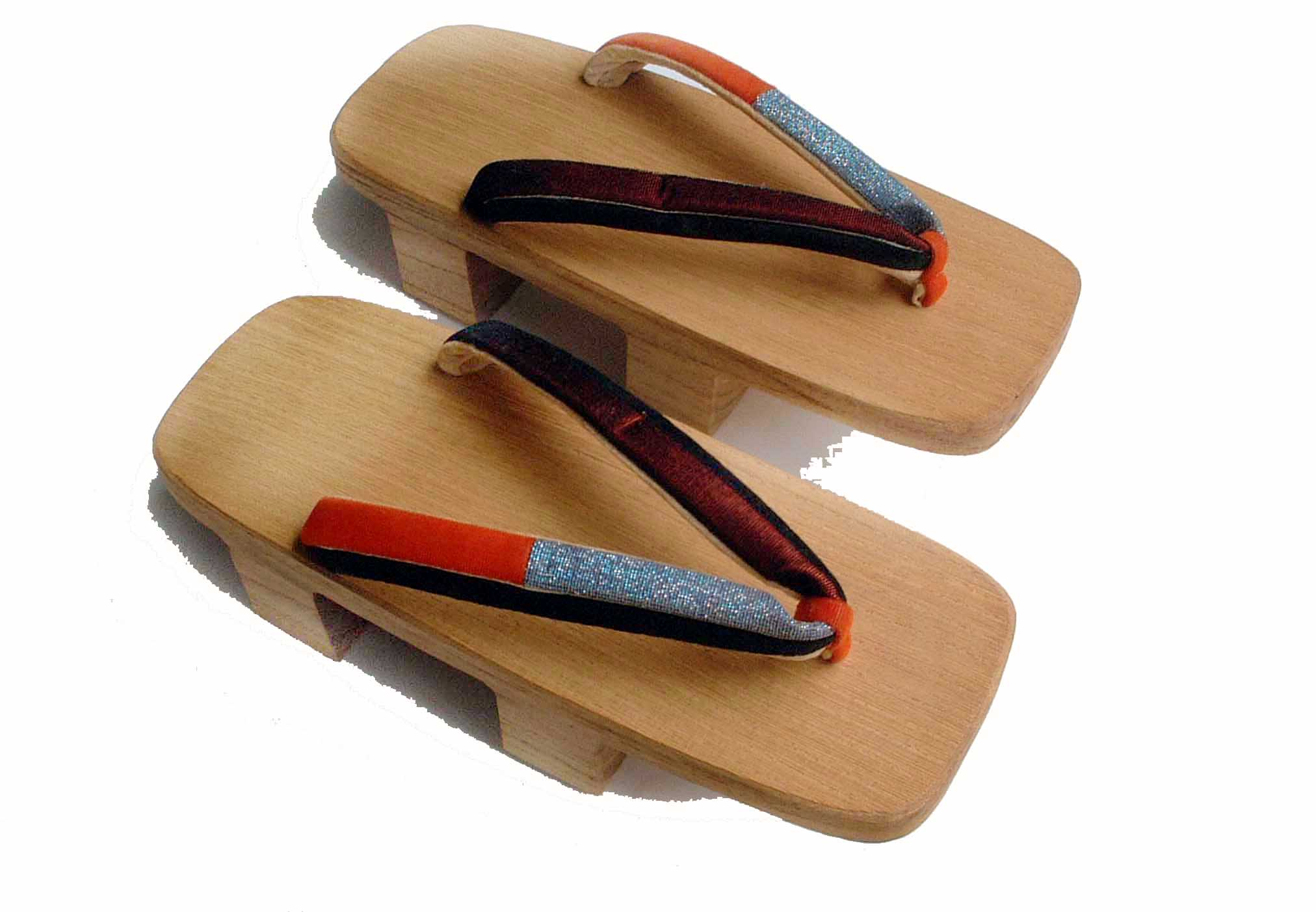
Un parell de geta

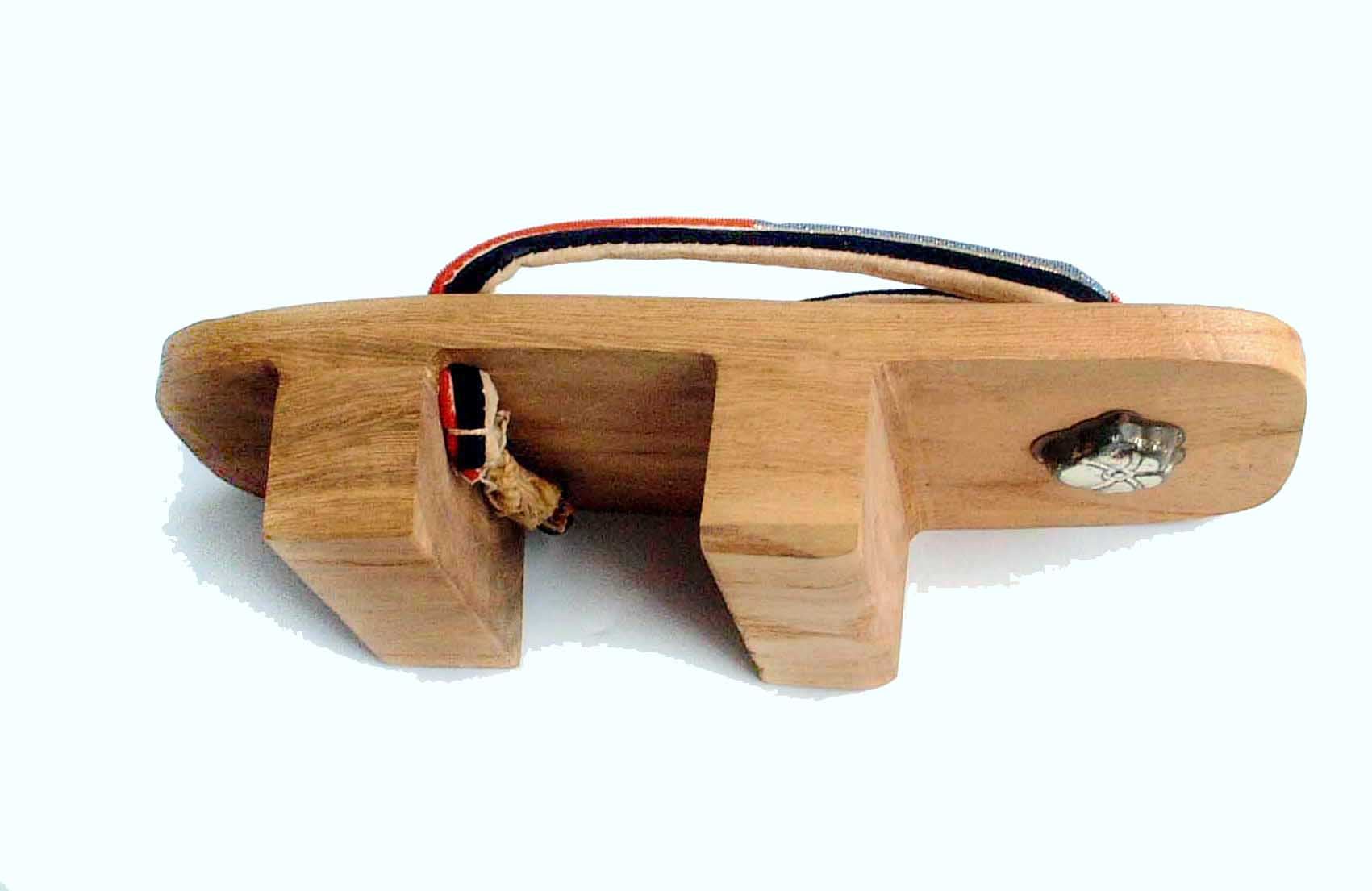
Vista inferior, mostrant les «dents» (ha).

Geta (下 駄) és el nom d'un tipus de calçat tradicional japonès. Consta d'una taula principal (dai) i dos «dents» (ha) que suporten tot el pes. Solen estar construïdes en fusta i la seva adherència té la típica forma de xancletes. Es diu que les xancletes estan inspirades originalment en les geta japoneses.

## Usos
El calçat geta sol utilitzar-se en les èpoques de calor, combinant moltes vegades amb els també tradicionals vestits japonesos, els quimonos.